# Convento e Igreja de Santo Antônio (São Luís)
O Convento e o Santúario Santo Antônio estão localizados na Praça Antônio Lobo, ao lado da Escola Modelo Benedito Leite, no centro de São Luís, Maranhão. O conjunto é uma das principais construções religiosas do Centro Histórico da cidade.

## História
O convento original, junto à Capela Bom Jesus dos Navegantes começou a ser construído em agosto de 1624, durante o governo de Francisco Coelho de Carvalho, sendo fundado pelo frei franciscano Cristóvão de Lisboa. O frade partiu para o Pará e deixou como guardião o frei Antônio da Trindade. Desse período até meados do século XIX, há poucos dados sobre modificações na construção, mas são conhecidos alguns fatos envolvendo o convento, que abrigou várias vezes pessoas perseguidas ou que desobedeceram ordens de autoridades. Por exemplo, o ouvidor geral da capitania, Dr. Vicente Leite Ripado, se refugiou ali em julho de 1720 após ser autuado pelo governador Bernardo Pereira de Berredo por abandonar repentinamente suas funções oficiais. O motivo seria a prisão do capitão-mor Antônio Vieira pelo ouvidor geral, em Alcântara, durante uma viagem de correição àquela cidade. Em agosto de 1740, a Câmara de São Luís ordenou a derrubada de muros que haviam sido erguidos pelos religiosos nos matos atrás do convento, atendendo aos apelos da população pobre. Segundo os moradores, os muros impediam o uso de uma antiga fonte localizada no meio da área cercada, além de bloquearem o acesso à praia.
O convento foi o primeiro quartel do Corpo de Polícia da Província do Maranhão (atual Polícia Militar), fundado em 1836, que mudou de sede pouco tempo depois. Em 1º de setembro de 1856, o convento sem frades e quase abandonado começou a ser reconstruído pelo frei Vicente de Jesus, vindo do Pará. A igreja ficou quase pronta, mas a falta de recursos impediu o término da construção. Vicente de Jesus faleceu em 1862. Em 1864, o novo guardião, frei Ricardo do Sepulcro, conseguiu novos recursos, concedendo a direção da obra ao engenheiro dr. Francisco Cesar da Silva Amaral. Em 17 de janeiro de 1867, um caixão com a imagem de Santo Antônio foi recebido com uma grande procissão e uma salva dos canhões do Baluarte e, após um Te Deum, a igreja foi inaugurada com uma grande comemoração.

## Capela de Bom Jesus dos Navegantes
Considerada uma das primeiras edificações religiosas em São Luís, a Capela Bom Jesus dos Navegantes foi construída por capuchinhos franceses, no ano de 1613. 
Em meados do século XIX, com a construção da Igreja de Santo Antônio, a Capela foi anexada ao prédio da igreja.
Tem um vasto acervo mortuário, onde foram enterrados membros do alto clérigo da Igreja Católica e de famílias da elite maranhense.

## Acontecimentos notáveis
Do púlpito da Capela Bom Jesus dos Navegantes (localizada à direita da Igreja de Santo Antônio), o Padre Antônio Vieira teria proferido o famoso Sermão de Santo António aos Peixes, em 1654, fazendo uma crítica velada à alta sociedade da época.
Na noite de 24 de fevereiro de 1684, na porta da clausura do convento, Manuel Beckman convocou uma assembléia secreta com seus partidários, entre os quais havia membros do clero. Fez um discurso exaltado contra o estanco e o monopólio da Companhia de Jesus sobre os indígenas, consideradas por ele as causas exclusivas da crise econômica pela qual o Estado do Maranhão passava. Assim, foi deflagrada a Revolta de Beckman
Mais recentemente, em 1991, durante sua segunda viagem ao Brasil, o Papa João Paulo II se hospedou neste convento em sua passagem por São Luís. Em 14 de outubro desse ano, o Pontífice celebrou uma missa para cerca de 500 mil pessoas no "papódromo", estrutura construída no Aterro do Bacanga especialmente para receber o papa.